# Dimos Vari-Voula-Vouliagmeni
Dimos Vari-Voula-Vouliagmeni (Vari-Voula-Vouliagmeni) är en kommun i Grekland.   Den ligger i prefekturen Nomarchía Anatolikís Attikís och regionen Attika, i den sydöstra delen av landet, 18 km söder om huvudstaden Aten. Antalet invånare är 48 399.